# بيير كليمانتي
بيير كليمانتي (بالفرنسية: Pierre Clémenti)‏
```
هو 
منتج أفلام
 
ومؤلف موسيقى تصويرية
 
ومصور سينمائي
 
ومونتير
 
وكاتب سيناريو
 
ومخرج
 
وممثل
 
فرنسي
، ولد في 28 سبتمبر 1942 
بباريس
 في 
فرنسا
، وتوفي بنفس المكان في 28 ديسمبر 1999 بسبب 
سرطان الكبد
 
وسرطان
.
```

## أعمال

### أفلام
- (1963) إل غاتوباردو
- (1970) الملتزم

## وصلات خارجية
- بيير كليمانتي على موقع IMDb (الإنجليزية)
- بيير كليمانتي على موقع ألو سيني (الفرنسية)
- بيير كليمانتي على موقع أول موفي (الإنجليزية)
- بيير كليمانتي على موقع قاعدة بيانات الأفلام السويدية (السويدية)
- بيير كليمانتي على موقع ديسكوغز (الإنجليزية)
- بيير كليمانتي على موقع قاعدة بيانات الفيلم (الإنجليزية)
- بيير كليمانتي على موقع كينوبويسك (الروسية)